# Mezőszabad
Mezőszabad (románul Voiniceni) falu Romániában Maros megyében.

## Fekvése
A falu a Szabadi-patak völgyében Marosvásárhelytől 10 km-re északra fekszik.

## Nevének eredete
A falu őslakosai szabad székelyek voltak, innen a neve.

## Története
1495-ben Zabad néven említik először. Lakossága a 16 – 17. században református székely volt. 1661-ben Ali basa hadjáratakor a nép a templomba menekült,  és azzal együtt pusztult el. Helyükre ezután románokat telepítettek. Ortodox temploma van. 1910-ben 905 lakosából 812 román, 65 cigány és 28 magyar volt. A trianoni békeszerződésig Maros-Torda vármegye Marosi felső járásához tartozott. 1992-ben 924 lakosából 877 román, 46 cigány és 1 magyar.

## Látnivalók
Határában a zöldes sósvizes iszapot a házak vakolásához használják.